# Aduna
Aduna là một đô thị trong tỉnh Guipúzcoa thuộc cộng đồng tự trị Xứ Basque, Tây Ban Nha. Năm 2003, Aduna có dân số là 341 người.